# Barbara Vinken

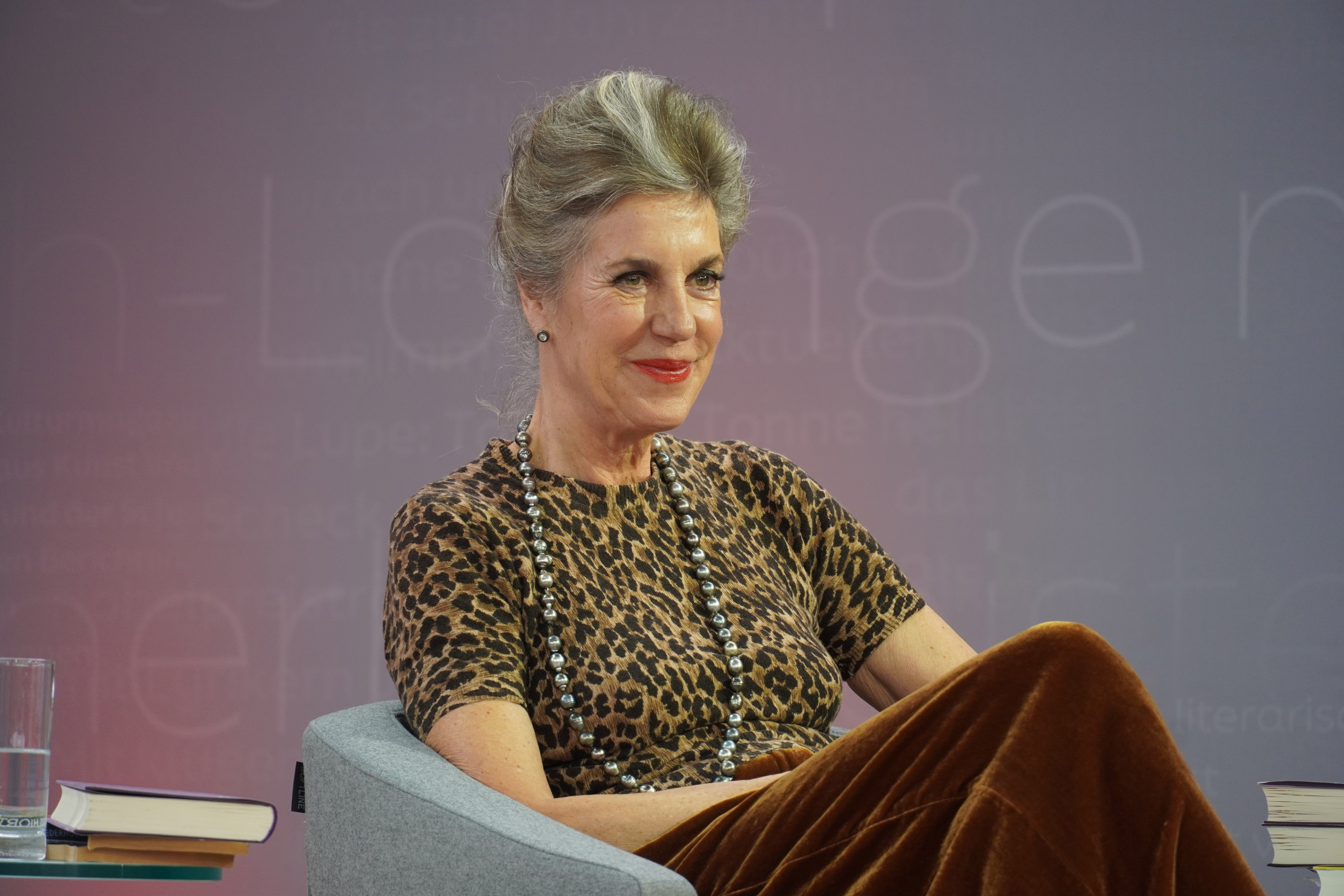
Barbara Vinken auf der Leipziger Buchmesse 2025

Barbara Vinken (* 1960 in Hannover) ist eine deutsche Literaturwissenschaftlerin und Modetheoretikerin und seit 2004 Professorin für Allgemeine Literaturwissenschaft und Romanische Philologie an der Ludwig-Maximilians-Universität München.

## Leben
Barbara Vinken studierte als Stipendiatin der Studienstiftung des deutschen Volkes Literaturwissenschaften in Aix-en-Provence, Freiburg, Paris, Konstanz und Yale. Sie wurde 1989 in Konstanz und 1992 in Yale promoviert. 1997 erfolgte die Habilitation an der Universität Jena. Ihre wichtigsten akademischen Lehrer waren der Romanist Erich Köhler, Hans Robert Jauß, Shoshana Felman und Geoffrey H. Hartman.
Nach Lehrtätigkeiten in Konstanz, Yale, New York, Bochum, Hannover, Hamburg und Zürich ist sie seit 2004 Professorin für Französische und Allgemeine Literaturwissenschaft an der Ludwig-Maximilians-Universität München. Sie ist dort außerdem Projektleiterin des Flaubert Zentrum München. Gastprofessuren führten Barbara Vinken an die New York University, die Humboldt-Universität zu Berlin, die École des Hautes Études en Sciences Sociales (EHESS) in Paris, die École normale supérieure (ENS) in Paris, die Universität Michel de Montaigne Bordeaux III, die University of Chicago, die Johns Hopkins University in Baltimore, das Dartmouth College in Hanover, New Hampshire, und an die Venice International University (VIU) nach Venedig. Forschungen führte sie außerdem an der Freien Universität Berlin, dem Zentrum für Literatur- und Kulturforschung in Berlin, am Wissenschaftskolleg zu Berlin und dem Center for Advanced Studies (CAS) der LMU München durch. Barbara Vinken ist ständige Gastprofessorin an der EHESS für Modetheorie.
Einem breiten Publikum wurde Vinken mit ihrem Buch Die deutsche Mutter. Der lange Schatten eines Mythos bekannt, in dem sie den Mythos der Mütterlichkeit und die Un-Vereinbarkeit von Mutterschaft und Beruf in Deutschland analysiert.
Angezogen. Das Geheimnis der Mode war 2014 für den Preis der Leipziger Buchmesse in der Kategorie Sachbuch/Essayistik nominiert.
Mit „Stilfältig“ ist Barbara Vinken Kolumnistin beim Radiosender Bremen Zwei. Zudem gehört sie zum Kritiker-Quartett der ZDF-Literatursendung Buchzeit. Regelmäßig schreibt sie für Die Welt, Die Zeit und die NZZ.
2018 wurde Vinken mit dem Verdienstorden der Bundesrepublik Deutschland ausgezeichnet. Für 2024 wurde ihr die Carl-Friedrich-Gauß-Medaille zugesprochen.
Barbara Vinken, die vier Geschwister hat, zwei Schwestern und zwei Brüder, ist mit Anselm Haverkamp verheiratet und hat einen Sohn.

## Veröffentlichungen

### Schriften

#### Monographien
- Unentrinnbare Neugierde – Die Weltverfallenheit des Romans: Richardsons „Clarissa“ und Laclos’ „Liaisons dangereuses“. Rombach, Freiburg 1991, ISBN 3-7930-9065-5
- Der Ursprung der Ästhetik aus theologischem Vorbehalt. Theorien des Ästhetischen von Port-Royal bis Rousseau und Sade. Dissertation Yale University, New Haven, Verlag UMI, Ann Arbor, Michigan 1992.
- Mode nach der Mode. Kleid und Geist am Ende des 20. Jahrhunderts. Fischer Taschenbuch Verlag, Frankfurt am Main 1994, ISBN 3-596-11596-5
  - Überarbeitete englische Fassung: Fashion – Zeitgeist. Trends and Cycles in the Fashion System. Übersetzt von Mark Hewson. Berg, Oxford/New York 2005, ISBN 1-84520-044-6
- Du Bellay und Petrarca. Das Rom der Renaissance. Habilitationsschrift Universität Jena, Niemeyer, Tübingen 2001, ISBN 3-484-55037-6
- Die deutsche Mutter. Der lange Schatten eines Mythos. Piper, München 2001. Neuauflage: Fischer Taschenbuch Verlag, Frankfurt am Main 2007, ISBN 3-596-17619-0
- Aufhebung ins Weibliche. Mariologie und bloßes Leben bei Joseph Ratzinger, Benedict XVI. In: Ratzinger-Funktion. Suhrkamp, Frankfurt am Main 2006, ISBN 978-3-518-12466-6
- Flaubert. Durchkreuzte Moderne. Fischer Verlag, Frankfurt am Main 2009, ISBN 3-10-086006-3
  - Englische Übersetzung: Flaubert Postsecular. Modernity Crossed Out. Übersetzt von Aarnoud Rommens mit Susan L. Solomon. Stanford University Press, Stanford 2015, ISBN 978-0-8047-8064-3
- Flauberts „Einfaches Herz“. Eine Legende der Moderne. August Verlag, Berlin 2009, (Erster Band der von Barbara Vinken herausgegebenen Buchreihe der Flaubert Lectures) ISBN 3-941360-03-5
- Bestien. Kleist und die Deutschen. Merve, Berlin 2011, ISBN 978-3-88396-298-6
- Angezogen. Das Geheimnis der Mode. Klett-Cotta, Stuttgart 2013, ISBN 978-3-608-94625-3[9][10]
- Die Blumen der Mode – Klassische und neue Texte zur Philosophie der Mode. Klett-Cotta, Stuttgart 2016, ISBN 978-3-608-94910-0
- Liebe, Lust und Leidenschaft in der Literatur. Ein Essay. Komplett-Media, München 2019, ISBN 978-3-8312-0536-3
- Bel Ami. In diesem Babylon leben wir noch immer. Merve, Leipzig 2020, ISBN 978-3-96273-038-3
- Ver-kleiden. Was wir tun, wenn wir uns anziehen. Residenz-Verlag, Salzburg 2022, ISBN 978-3-7017-3570-9
- Diva. Eine etwas andere Opernverführerin. Klett-Cotta, Stuttgart 2023, ISBN 978-3-608-98456-9

#### Als Herausgeberin
- Dekonstruktiver Feminismus. Literaturwissenschaft in Amerika. Suhrkamp, Frankfurt 1995, ISBN 3-518-11678-9
- Die nackte Wahrheit. Zur Pornographie und zur Rolle des Obszönen in der Gegenwart. Deutscher Taschenbuchverlag, München 1997, ISBN 3-423-30630-0
- Mit Bettine Menke: Stigmata. Poetiken der Körperinschrift. Fink, München 2004, ISBN 3-7705-3945-1
- Herausgeberin der Flaubert Lectures. August Verlag, Berlin:
  - B. Vinken: Eine Legende der Moderne: Flauberts „Einfaches Herz“. 2009, ISBN 3-941360-03-5
  - Jonathan Culler, Jacques Neefs: Salammbô: Why Flaubert? (JC) und Love, Gods, Wars. (JN). 2011, ISBN 978-3-941360-15-0
  - Thomas Schestag: Realabsenz, Schatten. Flauberts Erziehung zur „Éducation sentimentale“. 2011, ISBN 978-3-941360-16-7
  - Gabriele Brandstetter und Beate Söntgen: Renaissancen der Passion. 2012, ISBN 978-3-941360-22-8

- Mit Peter Fröhlicher: Le Flaubert réel. Niemeyer, Tübingen 2009, ISBN 978-3-484-97046-5
- Mit Cornelia Wild: Arsen bis Zucker. Flaubert-Wörterbuch. Merve Verlag, Berlin 2010, ISBN 978-3-88396-281-8
- Mit Tobias Döring, Günter Zöller: Übertragene Anfänge. Imperiale Figurationen um 1800. Fink, München 2010, ISBN 978-3-7705-4975-7
- Mit Pierre-Marc de Biasi: Gustave Flaubert. A l’Orient du réalisme – Effet réel, effet oriental. Flauberts orientalischer Realismus. Trivium. Revue franco-allemande de sciences humaines et sociales. Deutsch-französische Zeitschrift für Geistes- und Sozialwissenschaften. Ausgabe 11, 2012, ISSN 1963-1820 Flaubert-Heft, Volltext
- Mit Pierre-Marc de Biasi, Anne Herschberg Pierrot: Voir, croire, savoir. Les épistémologies de la création chez Gustave Flaubert. De Gruyter, Berlin 2014, ISBN 978-3-11-029492-7
- Mit Pierre-Marc de Biasi, Anne Herschberg Pierrot: Flaubert. Les pouvoirs du mythe I. Editions des archives contemporaines, Paris 2015, ISBN 978-2-8130-0055-2
- Translatio Babylonis. Unsere orientalische Moderne. Fink, Paderborn 2015, ISBN 978-3-7705-5720-2
- Mit Susanna Elm: Braut Christi. Familienformen in Europa. Fink, Paderborn 2016, ISBN 978-3-7705-5848-3
- Mit Francesca Broggi, Angela Oster: Manzonis Europa – Europas Manzoni. L’Europa di Manzoni – Il Manzoni dell’Europa. Utz, München 2017, ISBN 978-3-8316-4490-2
- Mit Pierre-Marc de Biasi, Anne Herschberg Pierrot: Flaubert. Genèse et poétique du mythe II. Editions des archives contemporaines, Paris 2017, ISBN 978-2-8130-0266-2
- Mit Ulrike Sprenger: Marcel Proust und die Frauen. Insel, Berlin 2019, ISBN 978-3-458-17799-9
- Gustave Flaubert: Trois contes. Nouvelle édition critique de Barbara Vinken avec trois essais. De Gruyter, Berlin 2020, ISBN 978-3-11-063929-2
- Mit Pierre-Marc de Biasi, Anne Herschberg Pierrot: Flaubert et les sortilèges de l’image. De Gruyter, Berlin 2020, ISBN 978-3-11-065896-5

### Weiteres
- Vortrag im Rahmen der Ringvorlesung Ecce Homo! (lateinisch, dt. Siehe, ein Mensch!, siehe auch Ecce homo), Wintersemester 2006/2007, Ludwig-Maximilians-Universität München: videoonline.edu.lmu.de: Als Mann und Frau schuf er sie (Quicktime-Format)
- Deutschlandfunk.de, Corsogespräch, 19. Januar 2012, mit Klaus Pilger: Fashion Week: Trends und das Spiel mit den Geschlechterrollen
  - Zwischentöne, 22. Dezember 2013, im Gespräch mit Sabine Küchler: Musik und Fragen zur Person. Die Literaturwissenschaftlerin Barbara Vinken
  - Interview, 13. Juli 2014, im Gespräch mit Kathrin Hondl: Mode im Jahr 1914. „Die Linie rutschte auf die Hüfte“
  - Tag für Tag, 4. Februar 2016, im Gespräch mit Christiane Florin: Karneval. „Verkehrung der Geschlechterhierarchie“
- „Werden, wer sie ist.“ Herkunft überwinden: Annie Ernaux erzählt vom unwahrscheinlichen Aufstieg einer Frau. Die Welt, 14. März 2019, Volltext. Rezension und ausführl. Würdigung von Ernaux: Der Platz. Übers. Sonja Finck. Suhrkamp, Berlin 2019, ISBN 978-3-518-22509-7